# リック・ファミュイワ
リック・ファミュイワ（Rick Famuyiwa、1973年6月18日 - ）は、アメリカ合衆国の映画監督、脚本家である。日本語では「リック・ファムイワ」「リック・ファムイーワ」と表記されることもある。

## 経歴
1973年6月18日、
カリフォルニア州イングルウッドに生まれる。両親はナイジェリアからの移民である。南カリフォルニア大学を卒業した。
1999年、『ソウル・メイト』で長編映画監督デビューを果たす。その後、2002年に『ブラウン・シュガー』を監督し、2010年に『マイファミリー・ウェディング』を監督した。
2015年、コメディ・ドラマ映画『DOPE/ドープ!!』を監督する。同作は、第68回カンヌ国際映画祭の「監督週間」部門のクロージング作品に選出された。

## フィルモグラフィー

### 長編映画
- ソウル・メイト The Wood （1999年） - 監督・脚本・原案
- ブラウン・シュガー Brown Sugar （2002年） - 監督・脚本
- Talk to Me （2007年） - 脚本
- マイファミリー・ウェディング Our Family Wedding （2010年） - 監督・脚本
- DOPE/ドープ!! Dope （2015年） - 監督・脚本・製作総指揮

### 短編映画
- Blacktop Lingo （1996年） - 監督・脚本

### テレビ映画
- アニタ ～世紀のセクハラ事件～ Confirmation （2016年） - 監督

### テレビドラマ
- マンダロリアン The Mandalorian （2019年-）監督・脚本